# 达恩·拉哈玛
达恩·拉哈玛（1956年4月1日—）是一位瑞典分子细胞生物学家，乌普萨拉大学教授，专攻脑神经递质受体研究
，2018年起担任瑞典皇家科学院院长。